# 28-я истребительная авиационная дивизия (1980)
 28-я истребительная авиационная дивизия (28-я иад) — воинское соединение вооружённых СССР, вошедшее в состав ВВС России.

## История наименований
За весь период своего существования дивизия наименования не меняла:
- 28-я истребительная авиационная дивизия
- Войсковая часть Полевая почта 32883

## Формирование
28-я истребительная авиационная дивизия сформирована в апреле 1980 года Приказом Министра Обороны СССР в составе ВВС Дальневосточного военного округа приданием авиационных полков, переданных их состава 11-й отдельной армии ПВО.

## Расформирование
28-я истребительная авиационная дивизия расформирована в апреле 1998 года в составе 1-й воздушной армии Дальневосточного военного округа.

## В составе объединений
| Дата          | Фронт (округ)                 | Армия               |
| ------------- | ----------------------------- | ------------------- |
| 01.05.1980 г. | Дальневосточный военный округ | 1-я воздушная армия |

## Части и отдельные подразделения дивизии
За весь период своего существования боевой состав дивизии претерпевал изменения, в различное время в её состав входили полки:
| Период                        | Части                                 | Примечание                                                                           |
| ----------------------------- | ------------------------------------- | ------------------------------------------------------------------------------------ |
| 01.05.1980 г. — 30.07.1983 г. | 41-й истребительный авиационный полк  | Постовая, Хабаровский край, МиГ-23МЛ                                                 |
| 01.05.1980 г. — 1986 г.       | 60-й истребительный авиационный полк  | Дземги, Хабаровский край, Су-15, Су-27                                               |
| 01.05.1980 г. — 1986 г.       | 301-й истребительный авиационный полк | Калинка, Хабаровский край, МиГ-23МЛ                                                  |
| 01.05.1980 г. — 01.05.1986 г. | 302-й истребительный авиационный полк | Переясловка, Хабаровский край, Су-15                                                 |
| 01.04.1983 г. — 01.05.1986 г. | 308-й истребительный авиационный полк | Постовая, Хабаровский край, МиГ-21 БИС                                               |
| 01.05.1986 г. — 1998 г.       | 216-й истребительный авиационный полк | Хурба Хабаровский край, (Украинка Амурская область, Калинка Хабаровский край), Су-27 |
| 01.05.1986 г. — 1998 г.       | 404-й истребительный авиационный полк | Орловка Амурская область, МиГ-23МЛ, МиГ-29                                           |

## Базирование
| Период                  | Место базирования         |
| ----------------------- | ------------------------- |
| 01.05.1980 — 01.04.1998 | Калинка, Хабаровский край |